# Abu Simbel
Abu Simbel là một khu khảo cổ bao gồm hai ngôi đền lớn tạc từ đá nằm tại phia Nam Ai Cập, về phia Tây hồ Nasser và khoảng 290 km phia Tây Nam của Aswan. Ngoài các vách tường ở sân trong, bên ngoài và một ngôi nhà thờ Mặt Trời nhỏ, toàn bộ ngôi đền đều được tạc từ đá rắn. Nhờ vào sự hẻo lánh và vững chãi, ngôi đền được bảo quản tốt, bất chấp nước trong đập Aswan dâng cao. Chiếm cả mặt tiền là bốn pho tượng khổng lồ của nhà vua, cao khoảng 22 m trong khi lối vào giữa các tượng dẫn đến một loạt các phòng trong khoét sâu vào trong vách đá.

## Quá trình xây dựng

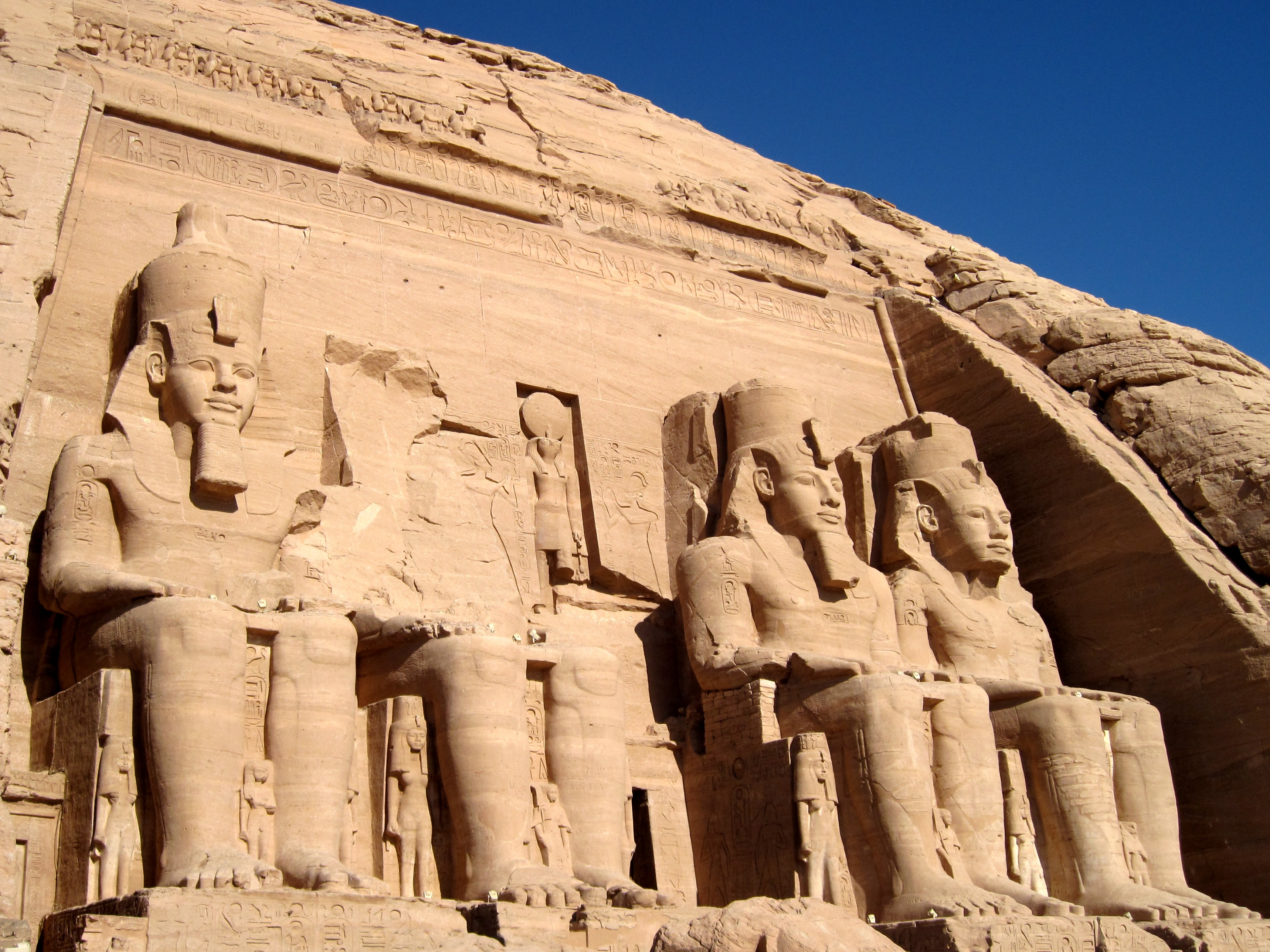
Các bức tượng đá khổng lồ bên ngoài ngôi đền lớn

Pharaon Ramesses II, trị vì Ai Cập từ năm 1279 đến 1213 trước Công nguyên, đã cho dựng các công trình dọc theo sông Nil để ghi lại những chiến công của mình, trong đó có công trình nổi tiếng Abu Simbel, ở gần nơi là biên giới phía nam của Ai Cập bây giờ. Ngôi đền được khởi công xây dựng ngay khi Triều đại vua Ramesses II bắt đầu, hoàn tất trong khoảng thời gian 24 năm (khoảng 1265 TCN). Đền thờ 3 vị thần quan trọng bảo hộ nhà nước Ai Cập, Amun-Re, Ptah và Re-Horakhty, cũng như đối với chính bản thân Ramesses II cũng được sùng bái ở đây và thờ phụng ngay khi nhà vua còn sống. Phần lớn các tác phẩm chạm nổi cho thấy khung cảnh lịch sử tưởng niệm các trận đánh của Ramesses II ở Syria, Libya, và Nubia, trong khi các khung cảnh chi tiết thể hiện tính cách thần thánh của ông trước các vị thần khác. Một ngôi đền đẽo từ đá nhỏ hơn, cùng thời và cách đền lớn 120 m về hướng Đông Bắc, để thờ nữ thần Hathor và chính phi Nefertari của vua Ramesses II.

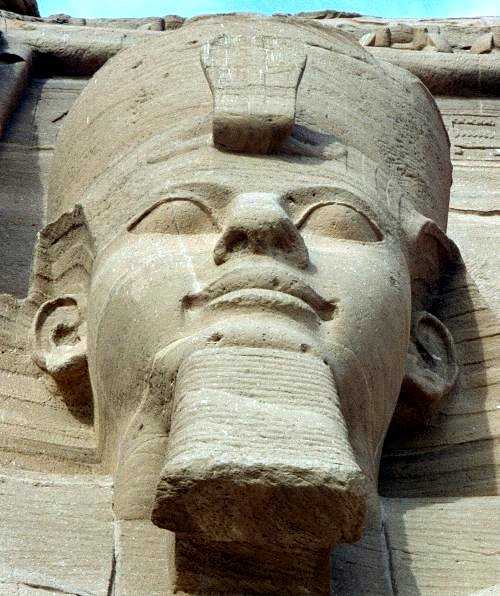
1 trong 4 bức tượng khổng lồ của Ramesses II ở Abu Simbel

Ngôi đền nằm ở Nubia - Bên kia biên giới truyền thống ở miền nam Ai Cập nhưng nằm lọt trong khu vực do Ai Cập kiểm soát và quản lý hành chánh vào lúc ấy. Người ta chọn địa điểm này vì mặt đá không có vết nứt, thuộc loại sa thạch tốt, thích hợp cho việc xây dựng đền trong hang đá hướng về mặt trời mọc, hai lần trong năm, vào tháng hai và tháng mười, ánh sáng mặt trời chiếu thẳng vào điện thờ bên trong, rọi sáng các pho tượng thờ ở vách sau. Các chuyên gia không thống nhất ý kiến với nhau liệu nguồn chiếu sáng này có cố ý hay không, nếu đúng thế, việc định hướng mặt đá ban đầu phải cân nhắc kỹ lưỡng trong khâu chọn địa điểm xây dựng.
Hầu như chúng ta không có chứng cứ nào thành văn liên quan đến việc xây dựng đền, nhưng một vài thông tin thu thập được tại địa điểm là đền phải được quy hoạch chi tiết, kích thước phòng và vị trí cột được tiến hành trước vì sẽ khó chỉnh sửa sai lầm. Thợ cắt đá phải tạc các pho tượng khổng lồ ở dạng thô theo kích thước của những người phác họa, khoét sâu vào bên trong giống như cách làm ở lăng mộ trong Thung lũng các vì vua. Cần đến một tốp gồm nhiều điêu khắc gia lành nghề để đẽo gọt phần mặt tiền và tạo dáng hoàn chỉnh cho các pho tượng. Bên trong đền, tốp khác sẽ đẽo gọt vách, trát vữa để phủ kín các vết nứt trên đá. Kế đến vẽ các họa tiết tranh trí trên các bề mặt đã chuẩn bị do những bậc thầy về phác họa đảm nhận, trong khi các điêu khắc gia chạm trổ trước khi bổ sung những nét chấm phá cuối cùng bằng sơn có màu sáng. Phần lớn việc chạm trổ tác phẩm chạm nổi thực ra chỉ ở mức thô, nhưng sự sống động của phong cảnh khiến người ta chú ý.

## Trùng tu và Bảo tồn

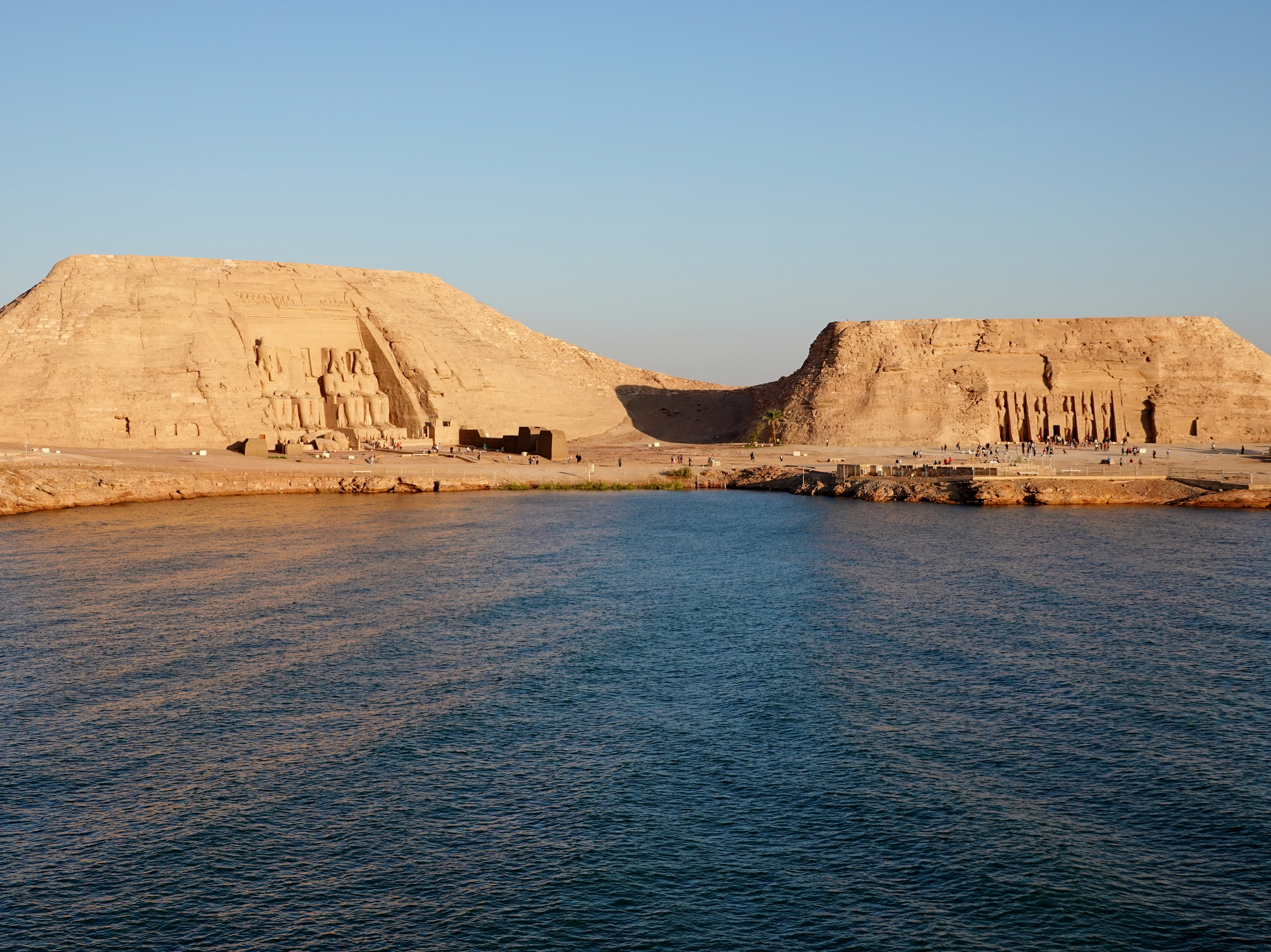
Quang cảnh đền Abu Simbel

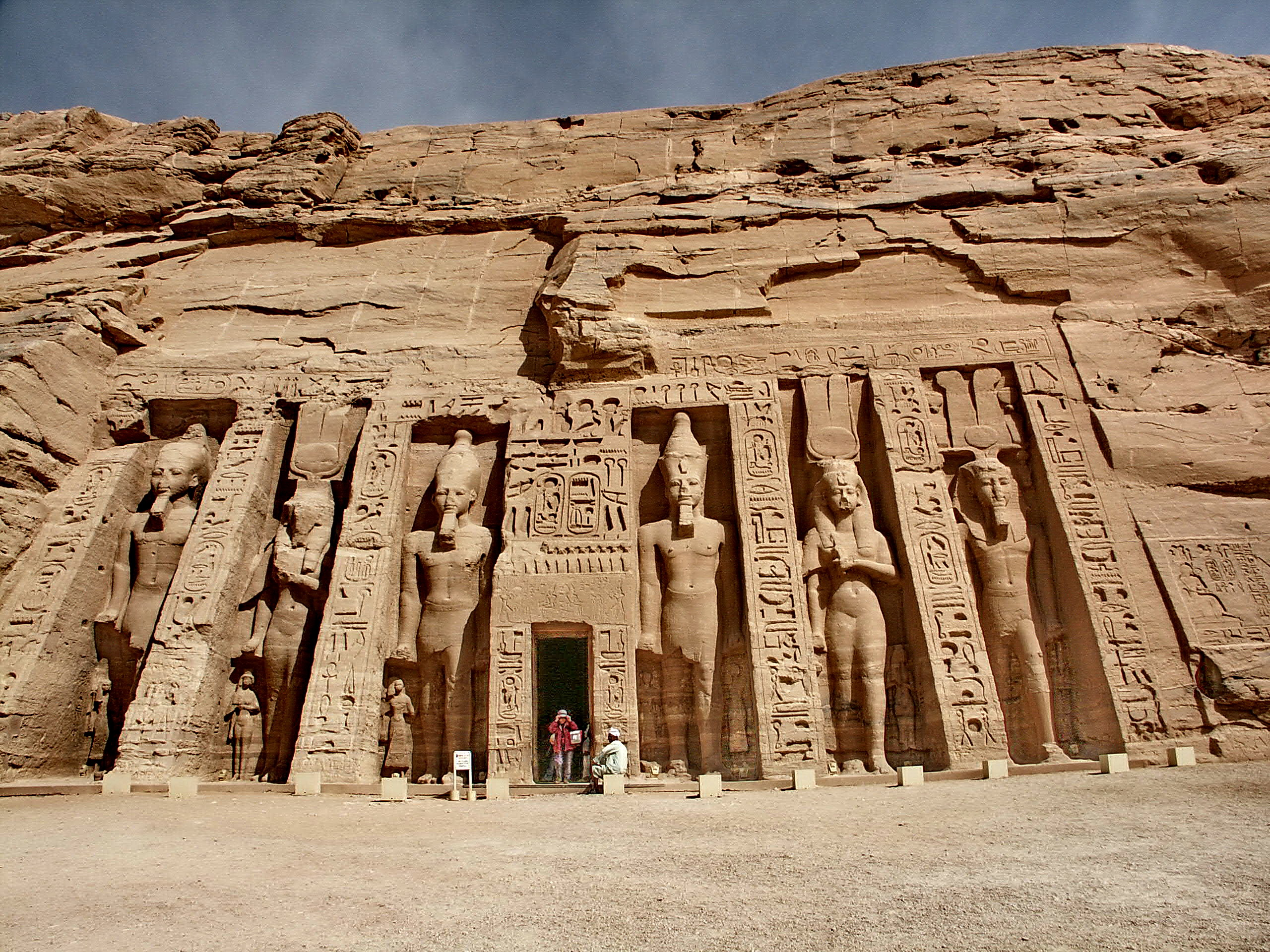
Đền thờ nhỏ

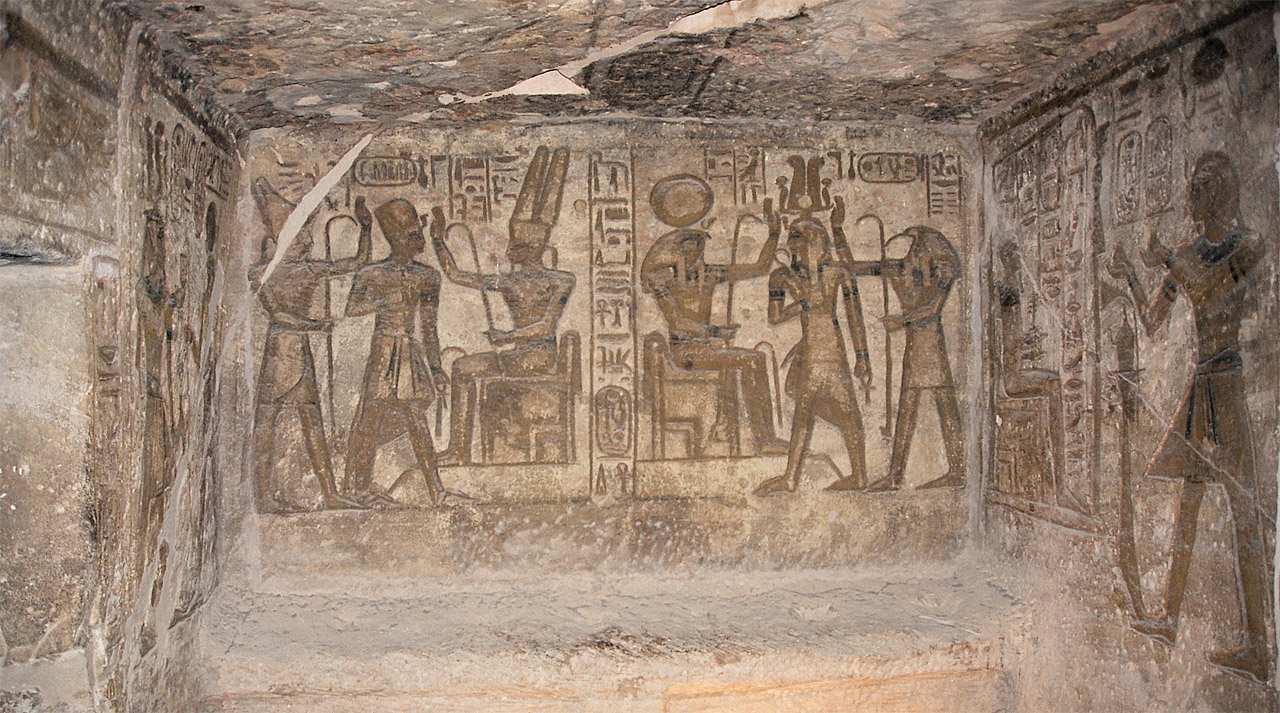
Tranh tường trong đền thờ lớn

Hầu hết hư hỏng nhìn thấy ở đền có vẻ diễn ra không lâu sau khi đền hoàn tất. Phần trên của pho tượng khổng lồ thứ hai bị đổ sụp trong một trận động đất xảy ra sau khi đền hoàn tất khoảng 10 năm và chưa hề được trùng tu. Nhiều hư hoảng khác không đáng kể xảy ra cũng trong trận động đất ấy đã được các quan chức của nhà vua sửa chữa, có thể nhìn thấy phần phục hồi này bên dưới cách tay của pho tượng khổng lồ thứ ba và bên trong đền.
Trong thập niên 1960, Abu Simbel trở thánh vật trưng bày trong chiến dịch UNESCO nhằm giải cứu ngôi đền ở Nunia khỏi mối đe dọa do công trình xây dựng đập Aswan gây ra. Từ năm 1964 đến 1968 cả hai ngôi đền Abu Simbel được tháo dỡ và lắp ráp lại trên độ cao 65m so với địa điểm ban đầu. Khi người ta chạm trổ đền từ đá rắn, họ phải cắt đá thành từng phiến dễ cầm: Đền lớn được cắt thành 807 tảng đá khổng lồ, mỗi tảng nặng trung bình 20 tấn. Những tảng này được lắp ráp trên một khung sườn bằng bêtông cốt thép bên trong một ngọn núi nhân tạo với chi phí khoảng 40 triệu USD.